# Алімардон Шукуров
Алімардон Абіталіпович Шукуров (нар. 28 вересня 1999, Исик-Атинський район, Киргизстан) — киргизький футболіст, півзахисник білоруського клубу «Німан» та національної збірної Киргизстану.

## Клубна кар'єра
Вихованець клубу «Абдиш-Ата» та клубної філії у с. Кеніш. З 2017 року виступає за основний склад «Абдиш-Ати». У вересні 2017 року побував на перегляді в узбецькому «Пахтакорі», а влітку 2018 року — в Іспанії.
Влітку 2019 року перейшов до турецького «Болуспору», з яким підписав контракт за схемою «2+1». Дебют у Першій лізі Туреччини відбувся 23 серпня 2019 року в матчі проти «Адана Демірспора» (0:0). Проте закріпитися в основі турецького клубу киргизу не вдалося, загалом провів 5 матчів: 4 — у Першій лізі Туреччини та 1 — у кубку країни.
9 лютого 2021 року став гравцем білоруського клубу «Німан», з яким підписав контракт до завершення сезону 2023 року. У футболці гродненського клубу дебютував 14 березня 2021 року в нічийному (0:0) домашньому поєдинку 1-го туру Вищої ліги Білорусі проти «Вітебська». Алімардон вийшов на поле на 59-ій хвилині, замінивши Андрія Якимова. Першим голом за «Німан» відзначився 22 серпня 2021 року на 66-ій хвилині переможного (4:0) виїзного поєдинку 20-го туру Вищої ліги Білорусі проти «Мінська». Шукуров вийшов на поле в стартовому складі та відіграв увесь матч.

## Кар'єра в збірній
2013 року виступав за юнацьку збірну Киргизстану (U-16). У 2017 році грав за юнацьку збірну Киргизстану (U-19), 31 жовтня у відбірковому турнірі чемпіонату Азії 2018 у грі з Непалом спочатку віддав гольову передачу Гульжигіту Борубаєву, а потім уже сам забив м'яч у ворота суперника, встановивши остаточний рахунок 2:0. 2018 року брав участь у матчах молодіжної збірної у відбірному турнірі на чемпіонат Азії.
У національній збірній Киргизстану дебютував у 18-річному віці, 14 листопада 2017 року у матчі проти Макао, в якому на 92-й хвилині замінив Антона Землянухіна.
10 жовтня 2019 року в матчі кваліфікації на чемпіонат світу 2022 року проти М'янми Шукуров відзначився двома голами і став наймолодшим автором дубля в історії збірної Киргизстану. Матч завершився поразкою М'янми з розромним рахунком 0:7.

## Статистика виступів у збірній

### По роках
| національна збірна Киргизстану | національна збірна Киргизстану | національна збірна Киргизстану |
| Рік                            | Матчі                          | Голи                           |
| ------------------------------ | ------------------------------ | ------------------------------ |
| 2017                           | 1                              | 0                              |
| 2018                           | 1                              | 0                              |
| 2019                           | 3                              | 2                              |
| Загалом                        | 5                              | 2                              |

Станом на 10 жовтня 2019

### По матчах
| Дата       | Місто      | Господарі   | Результат | Гості       | Турнір                    | Голи | Примітки |
| ---------- | ---------- | ----------- | --------- | ----------- | ------------------------- | ---- | -------- |
| 14-11-2017 | Тайпа      | Макао       | 3 – 4     | Киргизстан  | Відбір до Кубка Азії 2019 | -    | 92'      |
| 29-5-2018  | Баку       | Азербайджан | 3 – 0     | Киргизстан  | товариський матч          | -    | 69'      |
| 11-6-2019  | Бішкек     | Киргизстан  | 2 – 2     | Палестина   | товариський матч          | -    | 71'      |
| 5-9-2019   | Душанбе    | Таджикистан | 1 – 0     | Киргизстан  | Відбір до ЧС 2022         | -    | 76'      |
| 10-10-2019 | Бішкек     | Киргизстан  | 7 – 0     | М'янма      | Відбір до ЧС 2022         | 2    |          |
| 15-10-2019 | Улан-Батор | Монголія    | 1 – 2     | Киргизстан  | Відбір до ЧС 2022         | -    |          |
| 14-11-2019 | Бішкек     | Киргизстан  | 0 – 2     | Японія      | Відбір до ЧС 2022         | -    |          |
| 19-11-2019 | Бішкек     | Киргизстан  | 1 – 1     | Таджикистан | Відбір до ЧС 2022         | -    | 43' 72'  |
| 14-11-2019 | Осака      | Киргизстан  | 0 – 1     | Монголія    | Відбір до ЧС 2022         | -    |          |
| 11-06-2021 | Осака      | М'янма      | 1 – 8     | Киргизстан  | Відбір до ЧС 2022         | 1    | 46'      |
| 15-6-2021  | Суйта      | Японія      | 5 – 1     | Киргизстан  | Відбір до ЧС 2022         | -    | 75' 79'  |
| Усього     |            | Матчів      | 11        |             | Голів                     | 3    |          |

### Забиті м'ячі
Рахунок та результат збірної Киргизстану в таблиці подано на першому місці.
| №  | Дата           | Місце                               | Суперник | Рахунок | Результат | Змагання                           |
| -- | -------------- | ----------------------------------- | -------- | ------- | --------- | ---------------------------------- |
| 1. | 10 жовтня 2019 | Долон Омурзаков, Бішкек, Киргизстан | М'янма   | 3–0     | 7–0       | кваліфікація чемпіонату світу 2022 |
| 2. | 10 жовтня 2019 | Долон Омурзаков, Бішкек, Киргизстан | М'янма   | 6–0     | 7–0       | кваліфікація чемпіонату світу 2022 |
| 3. | 11 червня 2021 | Нагаї, Осака, Японія                | М'янма   | 4–0     | 8–1       | кваліфікація чемпіонату світу 2022 |